# 林慧萍 細說從頭 3
【林慧萍 細說從頭 3】是歌手林慧萍的個人第十二張精選專輯；歌林唱片1993年?月發行。
收錄【戒痕】、【愛情與宿醉】、【別再走】與【我真的可以擁有】以及【走在陽光裡】五張專輯的精選。
這張專輯的發行月份唱片公司並沒有註明；因此很難判斷這張精選輯是在1993年何時發行。

## 專輯曲目
| 曲序 | 曲名           | 作詞   | 作曲   | 編曲   | 製作人 | 長度 | 備註                                                                  |
| 01   | 走在陽光裡     | 趙曉君 | 陳復明 | 陳玉立 | 楊明煌 | 4:30 | 張清芳翻唱；收錄於〈雙陳故事〉 錦繡二重唱翻唱；收錄於〈錦鏽羅曼史II〉 |
| 02   | 溫情猶在       | 鄭柏秋 | 鄭柏秋 | 陳玉立 | 黃建昌 | 4:07 | 收錄於【我真的可以擁有】                                              |
| 03   | 午夜的風裡     | 何啟宏 | 陳復明 | 陳志遠 | 呂子厚 | 3:10 | 收錄於【別再走】                                                      |
| 04   | 暖暖的黃領巾   | 陳進興 | 陳進興 | 陳志遠 | 呂子厚 | 3:09 | 原名『暖暖的紅領巾』 收錄於【別再走】                                 |
| 05   | 七夕行         | 鄭柏秋 | 鄭柏秋 | 丹尼   | 楊明煌 | 4:30 | 陳進興更名為陳品 收錄於【走在陽光裡】                                 |
| 06   | 請輕輕入夢     | 楊明煌 |        | 丹尼   | 楊明煌 | 3:34 | 收錄於【走在陽光裡】                                                  |
| 07   | 我的日記       | 施秀枝 | 黃仁清 |        | 呂子厚 | 2:57 | 收錄於【愛情與宿醉】                                                  |
| 08   | 我真的可以擁有 | 張尚喬 | 川口真 | 陳玉立 | 黃建昌 | 4:20 |                                                                       |
| 09   | 溫馨的世界     | 陳美威 | 陳美威 | 丹尼   | 楊明煌 | 3:00 | 收錄於【走在陽光裡】                                                  |
| 10   | 醉酒           | 陳秀男 | 陳秀男 | 丹尼   | 楊明煌 | 3:36 | 收錄於【走在陽光裡】                                                  |
| 11   | 今夜微雨       | 晨曦   | 陳志遠 | 陳志遠 | 呂子厚 | 4:10 | 收錄於【別再走】                                                      |
| 12   | 別再走         | 陳進興 | 陳進興 | 陳玉立 | 呂子厚 | 3:43 |                                                                       |
| 13   | 編織的愛       | 小蟲   | 小蟲   | 陳玉立 | 黃建昌 | 4:10 | 應為『編織的愛心』 收錄於【我真的可以擁有】                           |
| 14   | 舉手輕擺       | 晨曦   |        |        | 呂子厚 | 3:38 | 收錄於【戒痕】                                                        |

## 專輯版本
- 卡帶
  - 1993年?月歌林唱片發行
- CD
  - 1993年?月歌林唱片發行
  - 2001年12月15日歌林天龍唱片公司改版發行『細說從頭 1~4』